# سنگ افعی

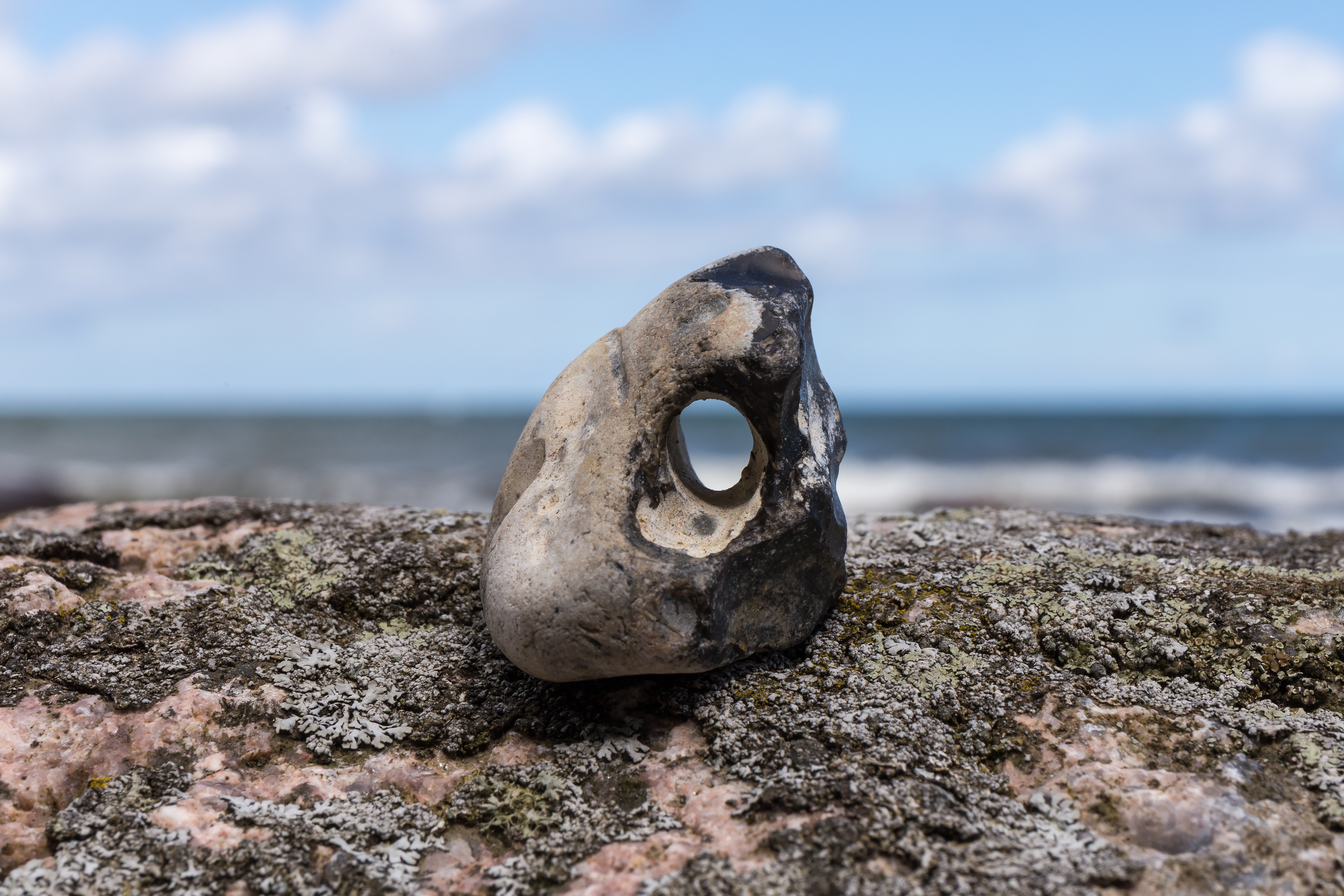
سنگی که در نزدیکی لومه، آلمان، در دریای بالتیک یافت شده است.

سنگ افعی (انگلیسی: Adder stone) نوعی سنگ است که معمولاً شیشه‌ای است و سوراخی طبیعی در میان آن وجود دارد. چنین سنگ‌هایی که معمولاً از سنگ چخماق تشکیل شده‌اند، توسط باستان‌شناسان در بریتانیا و مصر کشف شده‌اند. معمولاً، آنها در شمال آلمان در سواحل دریاهای شمال و بالتیک یافت می‌شوند.
در بریتانیا به آنها «سنگ‌های جادوگر»، «سنگ‌های جادوگر»، «سنگ‌های پری»، «تخم‌های مار»، «تخم‌های مار» یا در ولز «گلین نیدر»، در کورنوال «میل‌پرو»، در جنوب اسکاتلند «آدِراستانز» و در شمال «گلوین نان دروید» (به زبان گالیک اسکاتلندی) نیز گفته می‌شود. در آلمان به آنها Hühnergötter ("خدایان مرغ") گفته می‌شود.
روایات مختلفی در مورد منشأ سنگ‌های افعی وجود دارد. یکی از آنها معتقد است که این سنگ‌ها بزاق سخت شده تعداد زیادی مارهای هستند که دور هم جمع شده‌اند و سوراخ‌هایی که ایجاد می‌کنند توسط زبان‌هایشان ایجاد شده است. ادعاهای دیگری نیز وجود دارد مبنی بر اینکه سنگ افعی از سر مار می‌آید یا توسط نیش افعی ساخته می‌شود. مصنوع مدرن‌تر و شاید آسان‌تر، هر سنگی است که سوراخی از وسط آن توسط آب ایجاد شده باشد. دخالت انسان (یعنی جهت آب یا محل قرارگیری سنگ) مجاز نیست.

## در «تاریخ طبیعی» پلینی
طبق گفته فیلسوف طبیعی روم باستان پلینی در کتاب تاریخ طبیعی جلد XXIX، سنگ افعی در میان دروئیدها از احترام بالایی برخوردار بود. پلینی آیین‌هایی را که ظاهراً دروئیدها برای به دست آوردن سنگ انجام می‌دادند و خواص جادویی که به آن نسبت می‌دادند، شرح داد. او نوشت:
نوعی تخم در میان گال‌ها شهرت زیادی دارد که نویسندگان یونانی به آن هیچ اشاره‌ای نکرده‌اند. تعداد زیادی مار در تابستان به هم پیچیده می‌شوند و توسط بزاق و لجن خود در یک گره مصنوعی حلقه می‌شوند. و این "تخم مار" نامیده می‌شود. دروئیدها می‌گویند که این تخم با صدای هیس در هوا پرتاب می‌شود و قبل از اینکه به زمین برخورد کند، باید در یک شنل گرفته شود. کسی که بدین ترتیب آن را بگیرد، سوار بر اسب پرواز می‌کند؛ زیرا مارها او را تا زمانی که آب مانع او شود، تعقیب خواهند کرد. این تخم، اگرچه در طلا بسته شده است، خلاف جهت جریان شنا می‌کند. و مغ‌ها حیله‌گرانه کلاهبرداری‌های خود را پنهان می‌کنند، آنها می‌گویند که این تخم مرغ باید در سن خاصی از ماه به دست آید. من آن تخم مرغ را به بزرگی و گردی یک سیب معمولی، در پوششی غضروفی شطرنجی دیده‌ام و دروئیدها آن را می‌پوشند. این تخم به طرز شگفت‌آوری برای به دست آوردن دعاوی حقوقی و دسترسی به پادشاهان ستایش می‌شود. این نشان چنان با خودنمایی پوشیده می‌شود که من یک شوالیه رومی، یک وُکونتیایی را می‌شناختم که توسط امپراتور کلودیوس احمق کشته شد، صرفاً به این دلیل که آن را در سینه خود هنگام طرح دعوی در دادگاه حمل می‌کرد.

## در اساطیر ولزی
"گلین نیدر" یا "مگن مگی" در افسانه ولزی نیز ارتباط نزدیکی با دروئیدیسم دارد. اعتقاد بر این است که "گلین نیدر" ولز توسط کنگره‌ای از مارها ایجاد می‌شود که معمولاً در بهار اتفاق می‌افتد، اما در شب اول ماه مه فرخنده‌ترین است.
اگرچه به عنوان گلین نیدر نامگذاری نشده است، اما سنگ‌های جادویی با خواص سنگ‌های افعی اغلب در اسطوره‌شناسی ولزی و فولکلور ظاهر می‌شوند. «مابینوگیون که در اواسط قرن نوزدهم توسط لیدی شارلوت گِست به انگلیسی ترجمه شد، در دو مورد به چنین سنگ‌هایی اشاره می‌کند. در داستان پردور پسر افروگ (پرسیوال از چرخه آرتوری)، در فاصله‌ای از کرتین دو تروا' پرسیوال، داستان جام، به پِرِدور سنگی جادویی داده می‌شود که به او اجازه می‌دهد موجودی نامرئی به نام آدانک را ببیند و بکشد. در داستان دیگری، «اواین، یا بانوی چشمه» (یواین از افسانه‌های آرتوری)، قهرمان اواین ماب اوریان در دروازه قلعه‌ای به دام افتاده است. دوشیزه‌ای به او سنگی می‌دهد که اواین را نامرئی می‌کند و به او اجازه می‌دهد از اسارت فرار کند.

## در اساطیر روسی
در فولکلور روسی، اعتقاد بر این بود که سنگ‌های افعی محل سکونت ارواحی به نام کورینی بوگ ("خدای مرغ") هستند. گورینی‌های گورینی نگهبانان مرغ‌ها بودند و سنگ‌های آنها در حیاط مزارع قرار داده می‌شد تا اثرات شیطانی احتمالی کیکیموراها (همسران دومووی، خدای خانگی.) را خنثی کنند. کیکیمورا که از مرغ‌ها نیز محافظت و مراقبت می‌کرد، اغلب می‌توانست با کندن پرهای مرغ‌ها، آنها را به دردسر بیندازد.

## در فولکلور انگلیسی
در شهر ساحلی هیستینگز یک افسانه محلی وجود دارد که شهر تحت طلسمی به نام نفرین کراولی قرار دارد که گفته می‌شود توسط آلیستر کراولی طلسم شده است که در اواخر عمرش در هستینگز زندگی می‌کرد. این نفرین هر کسی را که در هستینگز زندگی کرده است، مجبور می‌کند همیشه برگردد، مهم نیست چقدر دور شده یا برای چه مدت. این نفرین فقط با برداشتن سنگی که سوراخی از آن عبور می‌کند از ساحل هستینگز قابل شکستن است.